# Butterfly Lovers
Butterfly Lovers è un film del 2008 diretto da Jingle Ma, con Wu Chun, Charlene Choi e Hu Ge. La storia è basata su un'antica leggenda cinese dal titolo omonimo ma in versione wuxia.
La pellicola è conosciuta anche con il titolo di The Assassin's Blade o Jiandie (cinese tradizionale: 劍蝶; cinese semplificato: 剑蝶; pinyin: Jiàndié; traduzione inglese: Sword Butterfly).